# Bíňa
Bíňa (in ungherese Bény) è un comune della Slovacchia facente parte del distretto di Nové Zámky, nella regione di Nitra.